# Bougla-Kino
Pour les articles homonymes, voir Bou.
Bougla-Kino, également appelée Bou, est une localité située dans le département et la commune rurale de Yargatenga de la province du Koulpélogo dans la région Centre-Est au Burkina Faso.

## Santé et éducation
Le centre de soins le plus proche de Bougla-Kino est le centre de santé et de promotion sociale (CSPS) de Yargatenga.